# Idham Chalid

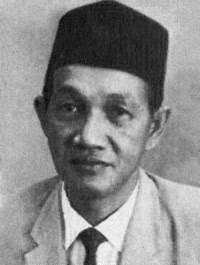
Idham Chalid

Idham Chalid (* 27. August 1921 in Satui, Kalimantan Selatan, Niederländisch-Indien; † 11. Juli 2010 in Jakarta, Indonesien) war ein indonesischer Politiker, der mehrmals Minister war sowie zwischen 1952 und 1984 Vorsitzender des Exekutivkomitees der muslimischen Rechtsgelehrtenorganisation Nahdlatul Ulama war, der größten islamischen Nicht-Regierungsorganisation der Welt.

## Leben
1952 wurde Chalid Nachfolger von Hasan Gipo als Vorsitzender des Exekutivkomitees der muslimischen Rechtsgelehrtenorganisation Nahdlatul Ulama war, der größten islamischen Nicht-Regierungsorganisation der Welt. Diese Funktion übte er 32 Jahre lang aus und wurde 1984 durch den späteren Präsidenten von Indonesien Abdurrahman Wahid abgelöst.
Chalid wurde am 24. März 1956 Vize-Premierminister (Wakil Perdana Menteri) und bekleidete dieses Amt bis zum 9. Juli 1959. Er war vom 22. Februar bis zum 25. Juli 1966 abermals Vize-Premierminister. Als Nachfolger von Adam Malik wurde er am 6. Juni 1968 Koordinierungsminister für Volkswohlfahrt und verblieb in dieser Funktion bis zum 28. März 1973, woraufhin Sunawar Sukowati die Nachfolge antrat. Zugleich übernahm er am 12. Dezember 1970 von dem im Amt verstorbenen Albert Mangaratus Tambunan kommissarisch das Amt des Sozialministers (Menteri Sosial) und verblieb in dieser Funktion bis zu seiner Ablösung durch Mohammad Syafa'at Mintaredja am 11. September 1971.

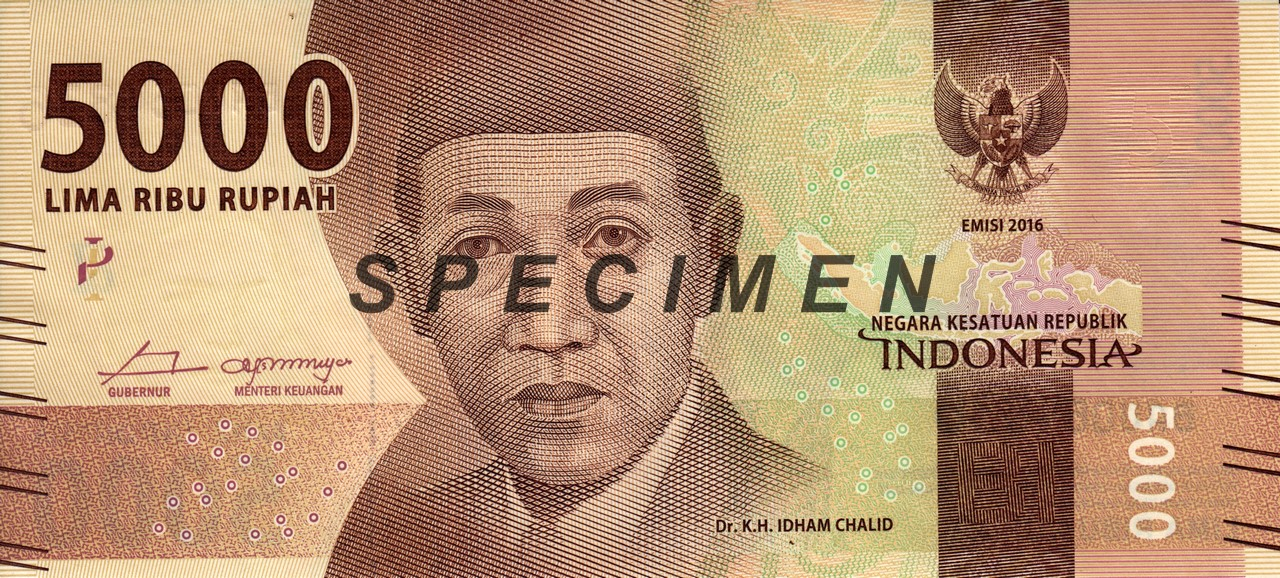
Bild von Idham Chalid auf einer 5000-Rupiah-Banknote (2016)

Am 28. Oktober 1971 wurde er als Nachfolger von Abdul Haris Nasution Präsident der Beratenden Volksversammlung (Majelis Permusyawaratan Rakyat) und bekleidete diesen Posten bis zu seiner Ablösung durch Adam Malik am 1. Oktober 1977. Zugleich wurde er am 28. Oktober 1971 als Nachfolger von Achmad Sjaichu Sprecher des Repräsentantenhauses (Dewan Perwakilan Rakyat) und verblieb auch in dieser Funktion bis zu seiner Ablösung durch Adam Malik am 1. Oktober 1977. Zuletzt war er als Nachfolger von Wilopo von 1978 bis zu seiner Ablösung durch Maraden Panggabean 1983 Vorsitzender des Obersten Beratungsrates DPA (Dewan Pertimbangan Agung).
Am 7. November 2011 wurde Idham Chalid durch Präsidentenbeschluss Nr. 113/TK/2011 auf die Liste indonesischer Nationalhelden (Gelar Pahlawan Nasional Indonesia) aufgenommen. Ihm zu Ehren wurde 2016 eine 5000-Rupiah-Banknote mit seinem Abbild veröffentlicht.

## Veröffentlichungen
- Tindjauan agama Islam terhadap sosialisme Indonesia, Mitautoren H.A. Notosoetardjo, 1964.
- Haluan politik negara: untuk kuliah Pendidikan Kilat Kader NASAKOM, 1965.
- Islam dan demokrasi terpimpin, 1965.
- NU logi: kumpulan pidato KH. DR. Idham Chalid, 2009.